# Облино
О́блино (карел. Oblina) — деревня в Вышневолоцком районе Тверской области. Относится к Дятловскому сельскому поселению. До 2006 года входила в состав Осечновского сельского округа.
От города Вышнего Волочка — 32 км на восток, в 5 км к югу — село Осечно, в 4 км к северо-востоку — посёлок Овсище.
В 1 км к западу от деревни — озеро Городно (Городня).
Население по переписи 2002 года — 13 человек, 4 мужчины, 9 женщин. В деревне около десятка домов.

## История
В Списке населенных мест Тверской губернии 1859 года в Вышневолоцком уезде значится удельная деревня Облино (40 вёрст от Вышнего Волочка, 24 двора, 122 жителя).
По данным 1886 года в деревне Облино Осеченской волости Вышневолоцкого уезда 25 дворов, 125 жителей. В это время деревня в приходе Покровской церкви села Озеряево. Население деревни — тверские карелы.
В 1940 году деревня Облино в Ермолкинском сельсовете Вышневолоцкого района Калининской области. В годы Великой Отечественной войны на фронтах погибли 9 жителей деревни.
В 1970-80-е годы Облино в составе совхоза «Осеченский». В 1997 году — 5 хозяйств, 11 жителей.

## Достопримечательности
В Государственном списке памятников истории и культуры Тверской области местного значения значится селище сер. I тыс.н. э. (Восточный берег оз. Городня, 1,3 км к З-Ю-З от д. Облино, лес).